# Sivac
Sivac (ćir.: Сивац) je naselje u općini Kula u Zapadnobačkom okrugu u Vojvodini.

## Stanovništvo
U naselju Sivac 2002. živi 8992 stanovnika, od toga 7103 punoljetnih stanovnika, a prosječna starost stanovništva iznosi 39,3 godina (37,7 kod muškaraca i 40,7 kod žena). U naselju ima 2899 domaćinstava, a prosječan broj članova po domaćinstvu je 3,10.
Prema popisu iz 1991. godine u naselju je živjelo 9.514 stanovnika.
Većina stanovnika su Srbi, a u velikom postotku žive i Crnogorci. Za vrijeme kolonizacije Vojvodine nakon 1945. su u Vojvodinu naseljavani i dalmatinski Hrvati. U Sivcu su naseljene pojedine obitelji s područja kopnene Dalmacije i otoka.
| Etnički sastav 2002. |            |        |
| Narod                | Stanovnika | %      |
| Srbi                 | 5.179      | 57,59% |
| Crnogorci            | 2.703      | 30,06% |
| Mađari               | 425        | 4,72%  |
| Hrvati               | 162        | 1,80%  |
| Jugoslaveni          | 54         | 0,60%  |
| Romi                 | 49         | 0,54%  |
| Makedonci            | 49         | 0,54%  |
| Nijemci              | 13         | 0,14%  |
| Rusini               | 12         | 0,13%  |
| Ukrajinci            | 9          | 0,10%  |
| Goranci              | 8          | 0,08%  |
| ostali               | 26         | 0,26%  |
| nepoznato            | 66         | 0,73%  |

| broj stanovnika | 11029 | 11105 | 11448 | 10469 | 9979  | 9514  | 8992  |
|                 | 1948. | 1953. | 1961. | 1971. | 1981. | 1991. | 2001. |

## Galerija
- Kalvinistička crkva
- Pravoslavna crkva
- Polja kod Sivca

## Vanjske poveznice
- Zavod za urbanizam Kula-Odžaci[neaktivna poveznica]
- Službena stranica naselja
- Mjesna Zajednica Sivac  Arhivirana inačica izvorne stranice od 2. listopada 2017. (Wayback Machine)